# リザ・グリュンディング
リザ・グリュンディング（Lisa Gründing、女性、1991年12月2日 - ）はドイツの元バレーボール選手である。ポジションはミドルブロッカー。元ドイツ代表。

## 来歴
ブルクヴェーデル出身。SCポツダムで7シーズンプレーし、2018年にドイツ代表に初選出された。同年のネーションズリーグと世界選手権ではレギュラーとして活躍した。
2019年にSCポツダムに復帰し、シーズン終了後引退。

## 球歴
- 世界選手権 - 2018年
- ネーションズリーグ - 2018年

## 所属クラブ
- SCポツダム（2011-2018年）
- Ladies in Black Aachen（2018-2019年）
- SCポツダム（2019-2020年）